# Castelo dos Mouros (Sintra)

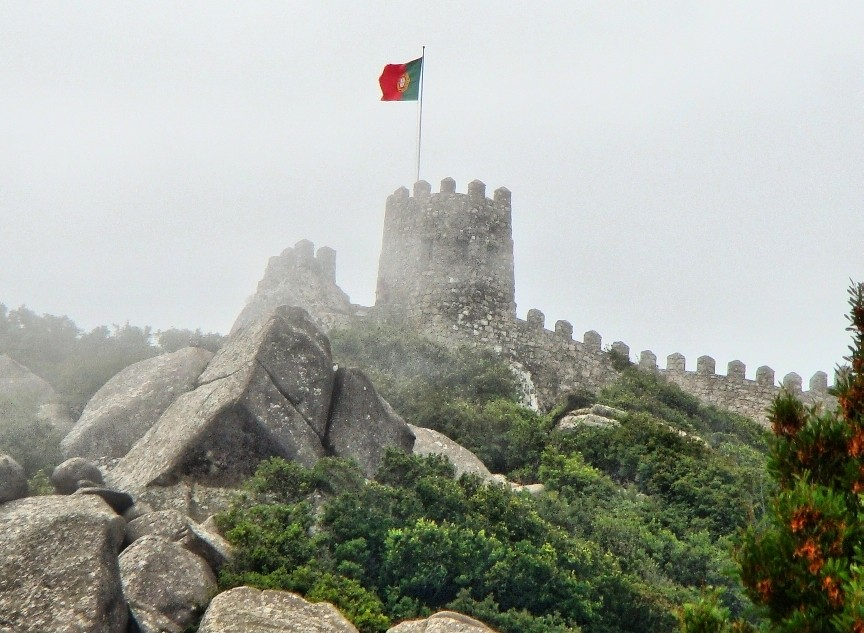
Castelo de Sintra no nevoeiro

O Castelo de Sintra, popularmente conhecido como Castelo dos Mouros, localiza-se na vila de Sintra, freguesia de Sintra (Santa Maria e São Miguel, São Martinho e São Pedro de Penaferrim), município de Sintra, no distrito de Lisboa, em Portugal. Está classificado como Monumento Nacional desde 1910.
Erguido sobre um maciço rochoso, isolado num dos cumes da serra de Sintra, na Estremadura, do alto das suas muralhas descortina-se uma vista privilegiada de toda a sua envolvência rural que se estende até ao oceano Atlântico.

## História

### Antecedentes
Sobre esta toponímia, o historiador Pinho Leal referiu: 
"A origem do nome veio de um templo erguido uns 308 anos antes de Cristo, por Gregos, Galo-celtas e Túrdulos, dedicado à Lua. Os Celtas chamavam a Lua de 'Cynthia' e quando os Árabes dominaram a região, por não pronunciar o 's', chamavam o local de 'Chintra' ou 'Zintira'."
A pesquisa arqueológica contemporânea, entretanto, revela que a primitiva ocupação da região de Sintra data dos séculos X a VIII a.C.
Quando da Invasão muçulmana da Península Ibérica, a partir do século VIII a região foi ocupada, tendo a sua povoação recebido o nome de "as-Shantara". Os estudiosos são acordes em afirmar que foram eles os responsáveis pela primitiva fortificação da penedia, entre o século VIII e IX, com a finalidade de controlar estrategicamente as vias terrestres que ligavam Sintra a Mafra, Cascais e Lisboa.
Integrante dos domínios da taifa de Badajoz, no alvorecer do século XII, diante da ameaça representada pelas forças de Ali ibne Iúçufe, que oriundas do Norte de África, haviam passado à península visando a conquista e reunificação dos domínios Almorávidas, o governante de Badajoz, Mutavaquil, entregou Sintra, juntamente com Santarém e Lisboa, na Primavera de 1093, ao rei Afonso VI de Leão e Castela, visando uma aliança defensiva, que não se sustentou. Envolvido com a defesa de seus próprios territórios, o soberano cristão não foi capaz de assistir o governante mouro, cujos territórios vieram a cair, no ano seguinte, em 1094, diante dos invasores. Desse modo, Lisboa, Santarém e Sintra voltaram ao domínio muçulmano, agora sob os Almorávidas.

### O castelo medieval

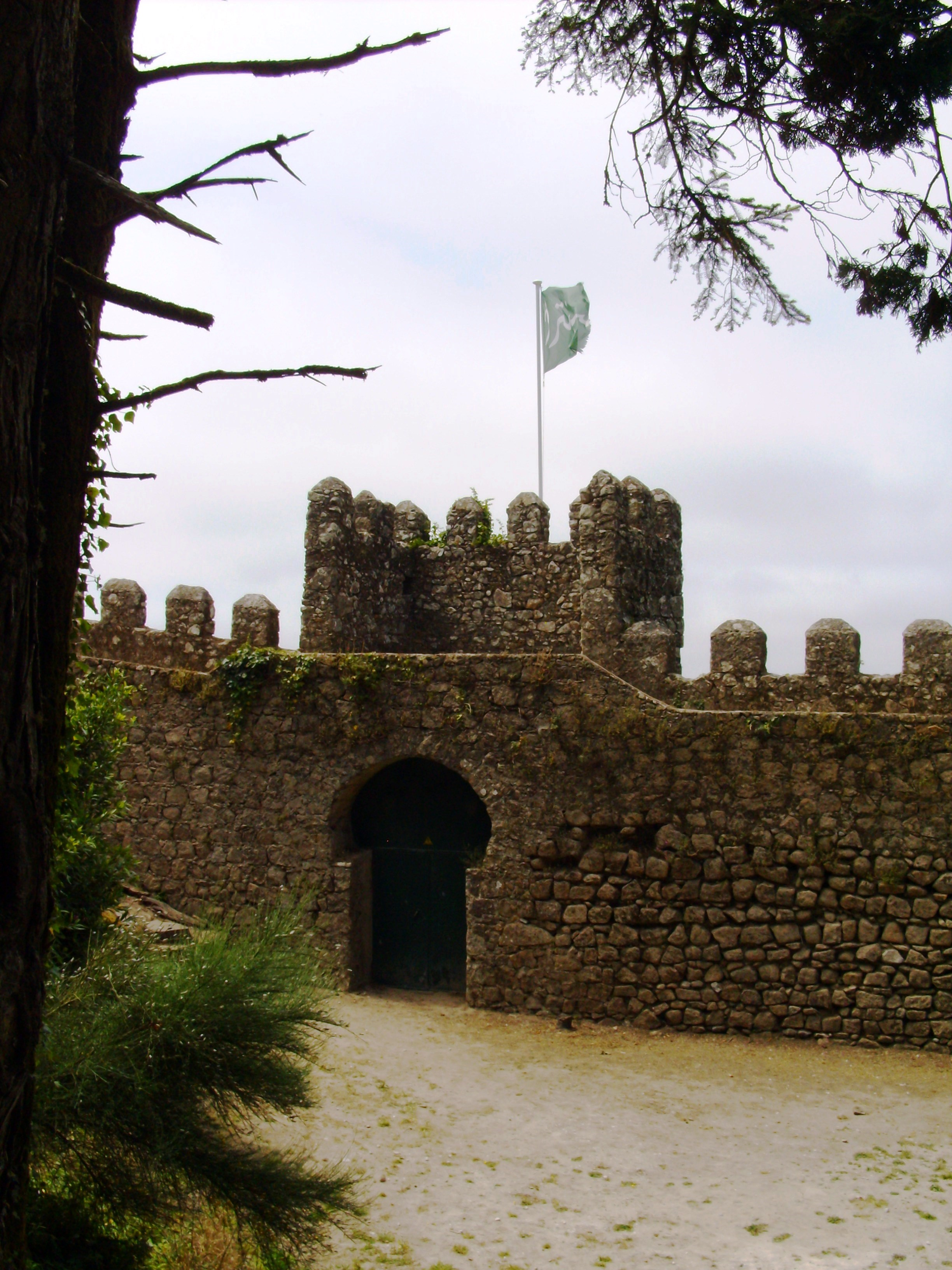
Porta islâmica

O destino de Sintra manteve-se associado ao de Lisboa, que viria a ser reconquistada pelas forças de Afonso VI de Leão e Castela, para voltar ao domínio muçulmano em 1095, até se entregar voluntária e definitivamente, a D. Afonso Henriques em 1147. Visando o seu repovoamento e defesa, o soberano outorgou Carta de Foral a Sintra em 1154, quando terá determinado reparos nas suas defesas, dotando-a de um templo, a Igreja de São Pedro de Penaferrim.
O seu filho e sucessor, D. Sancho I (1185-1211) também não dispensou cuidados ao castelo, remodelando-lhe e reforçando-lhe as defesas. Assim também procedeu, séculos mais tarde, D. Fernando I (1367-1383), tendo o castelo sido assediado por tropas de Castela no contexto das chamadas Guerras fernandinas. À época da crise de 1383-1385, era seu alcaide-mor D. Henrique Manuel de Vilhena, que tomou o partido por D. Beatriz, somente entregando este castelo "forte e muito alto e fragoso" que lhe fora confiado após a vitória de D. João I na batalha de Aljubarrota (Lopes, Fernão. [[Crónica de el-rei D. João I|Crónica de D. João I).
Posteriormente, diversos soberanos portugueses elegeram Sintra para sua estadia, demorando-se no "Paço Régio", construído para esse fim e sucessivamente ampliado e melhorado ao longo dos séculos, o Palácio Nacional de Sintra, tendo a povoação se desenvolvido em torno deste novo núcleo. O castelo manteve-se, por essa razão em segundo plano, entrando em decadência, principalmente após o século XV, face à expulsão dos judeus do país, então os seus únicos habitantes. No século XVI encontrava-se desabitado. A queda de um raio causou-lhe danos à torre de menagem em 1636, danos grandemente aumentados pelo sismo de 1755.

### Do século XIX aos nossos dias

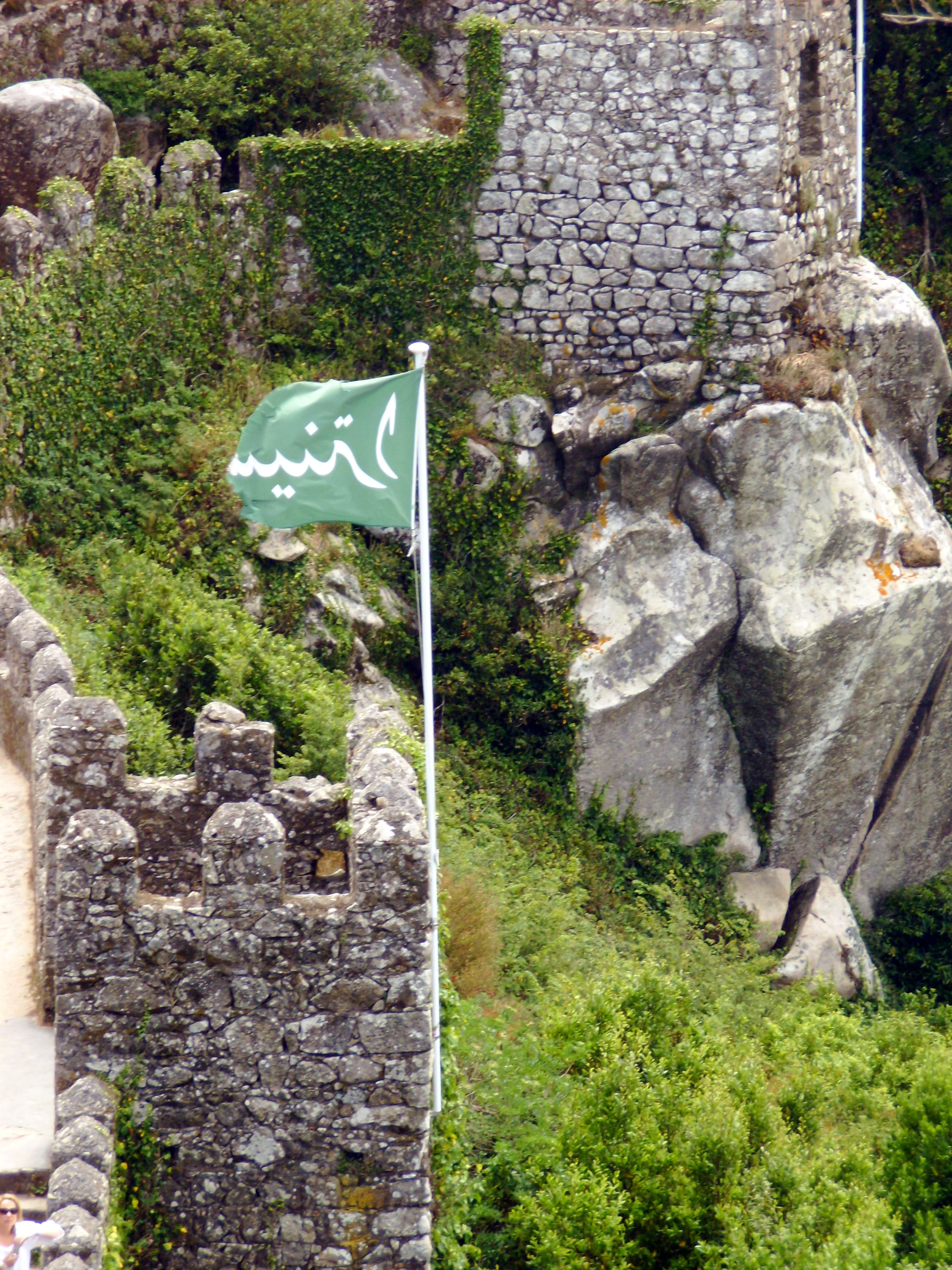
Aspecto de um cubelo, com a palavra "Sintra" em na bandeira

No século XIX, sob o segundo reinado de Maria II (1834-1853), o seu consorte, D. Fernando II, sob o impulso de redescoberta da Idade Média proporcionado pelo romantismo, tomou, em 1839, o antigo castelo por aforamento à Câmara Municipal de Sintra pela quantia anual de $210 réis, promovendo-lhe amplas obras de reconstrução que, embora de caráter amador, tiveram o mérito de sustar o avançado estado de degradação em que a estrutura se encontrava. Ao gosto imaginativo da época foram adicionados locais de contemplação, caminhos de acesso e vegetação abundante, transformando-o em uma atração turística.
O Castelo dos Mouros e a cisterna encontram-se classificados como Monumento Nacional por Decreto publicado em 23 de Junho de 1910, no reinado de D. Manuel II. A intervenção do poder público português no monumento iniciou-se com o Estado Novo em 1939, com a reconstrução de troços das muralhas. Após intervenções menores (1954, 1965), em 1986 procederam-se trabalhos de limpeza e reconstrução de alvenarias, degraus e ameias em várias zonas do castelo, repetindo-se os trabalhos de limpeza das muralhas em nova campanha, em 1992.
O conjunto de Sintra foi classificado pela UNESCO como Património Mundial em 1995, figurando na respetiva lista com o nome "Paisagem cultural de Sintra". Foi a primeira paisagem cultural a ser classificada por aquele organismo na Europa.
Desde Setembro de 2000 que o monumento vem sendo gerido pela empresa Parques de Sintra - Monte da Lua, S.A.

## Características

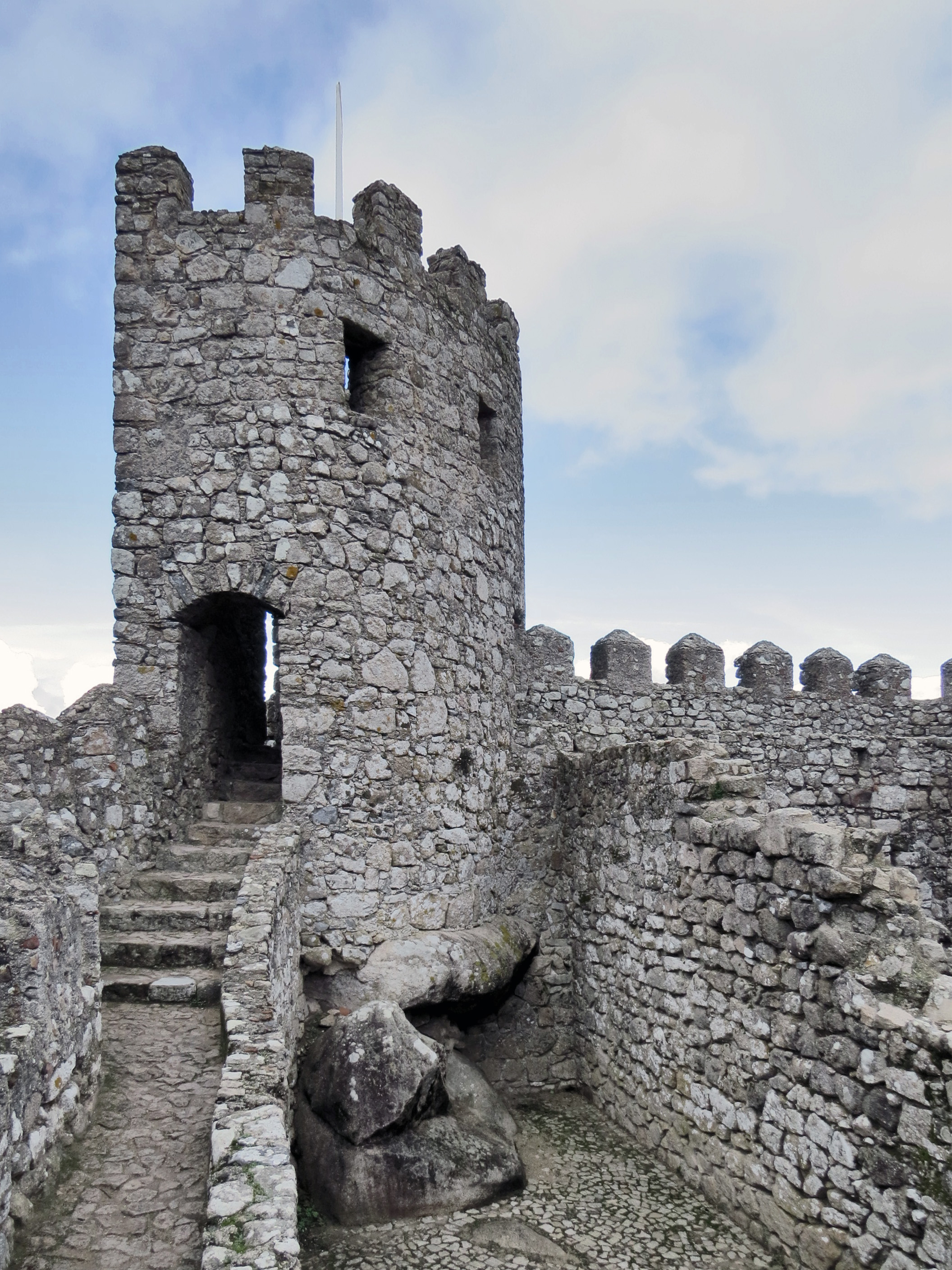
Vista para uma torre

O monumento apresenta planta orgânica (adaptada ao terreno) com cerca de 450 metros de perímetro e 12 000 m² de área.

### Muralhas
As suas muralhas são constituídas por uma cintura dupla, exterior e interior. A Leste ainda são visíveis troços da muralha exterior, onde se localiza a porta em rodízio de acesso ao recinto. O topo da muralha interna, ameada, é percorrido por adarve, sendo reforçada por diversas torres.
As muralhas foram executadas segundo a técnica da soga e tissão que se pode ainda observar no seu lanço melhor conservado. Faixas silhares com aproximadamente 30–40 cm de altura, estão colocadas alternadamente em largura e comprimento. Estas são intervaladas por curtas e estreitas faixas de pedras inseridas em argamassa. Esta técnica altera-se acima dos 4–5 m de altura, onde se passa a registar uma menor qualidade, fruto de uma segunda fase de construção. Num outro trecho das muralhas é visível a área de união entre as diferentes técnicas utilizadas, herança das diferentes fases de intervenção.
Além das muralhas ameadas, torres e adarves, o conjunto é completado por diversas rampas e escadarias de acesso. Outro elemento digno de nota é a "porta árabe" em arco em ferradura.

### Torres
A muralha apresenta cinco torres: quatro de planta rectangular e uma de planta circular encimadas por merlões piramidais, já sem vestígio dos dois pisos e do sistema de cobertura primitivos.
A torre na cota mais elevada do terreno, conhecida também por Torre Real, é acedida através de uma escadaria de 500 degraus. No período islâmico constituíu-se na alcáçova. No período cristão consta que lá terá vivido Bernardim Ribeiro, escritor português do século XVI.

### Capela

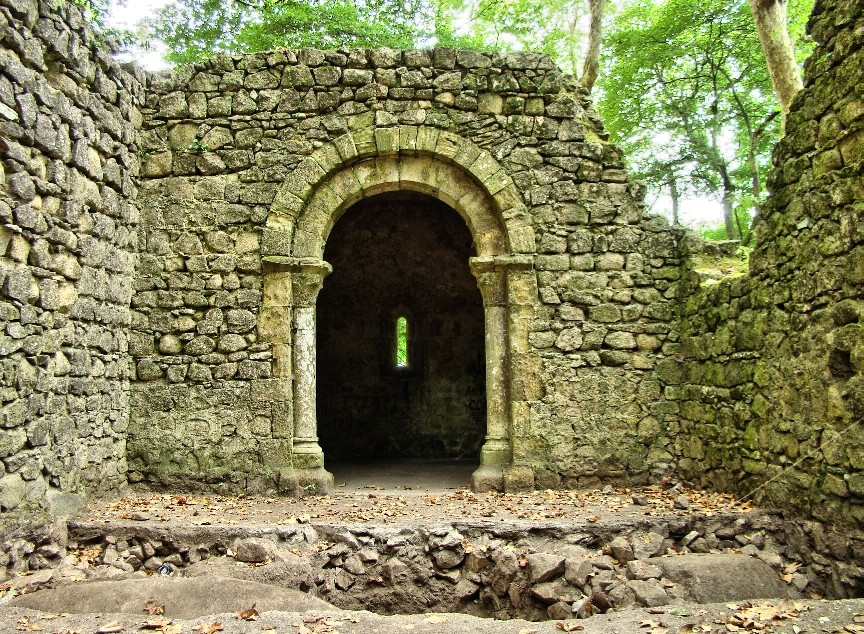
Ruínas da Igreja de São Pedro de Canaferrim

No interior do castelo, próximo ao Portão de Armas, ergue-se uma igreja devotada a São Pedro, a Igreja de São Pedro de Canaferrim. Remonta ao século XII, erguida após a conquista do castelo por D. Afonso Henriques, tendo se constituído na primeira igreja paroquial de Sintra. Em estilo românico, de pequenas dimensões, apresenta planta longitudinal e nave única, sem cobertura. A capela-mor com abóbada de berço é de planta rectangular e apresenta vestígios de frescos. A igreja tem dois portais, um de arco pleno de dupla volta assente em colunelos de capitéis decorados e outro com arco duplo apoiado em colunas semelhantes às referidas anteriormente com capitéis com motivos fitomórficos. A sua prospecção arqueológica revelou a presença de diversos túmulos, pertencentes a uma antiga necrópole medieval.

### Cisterna

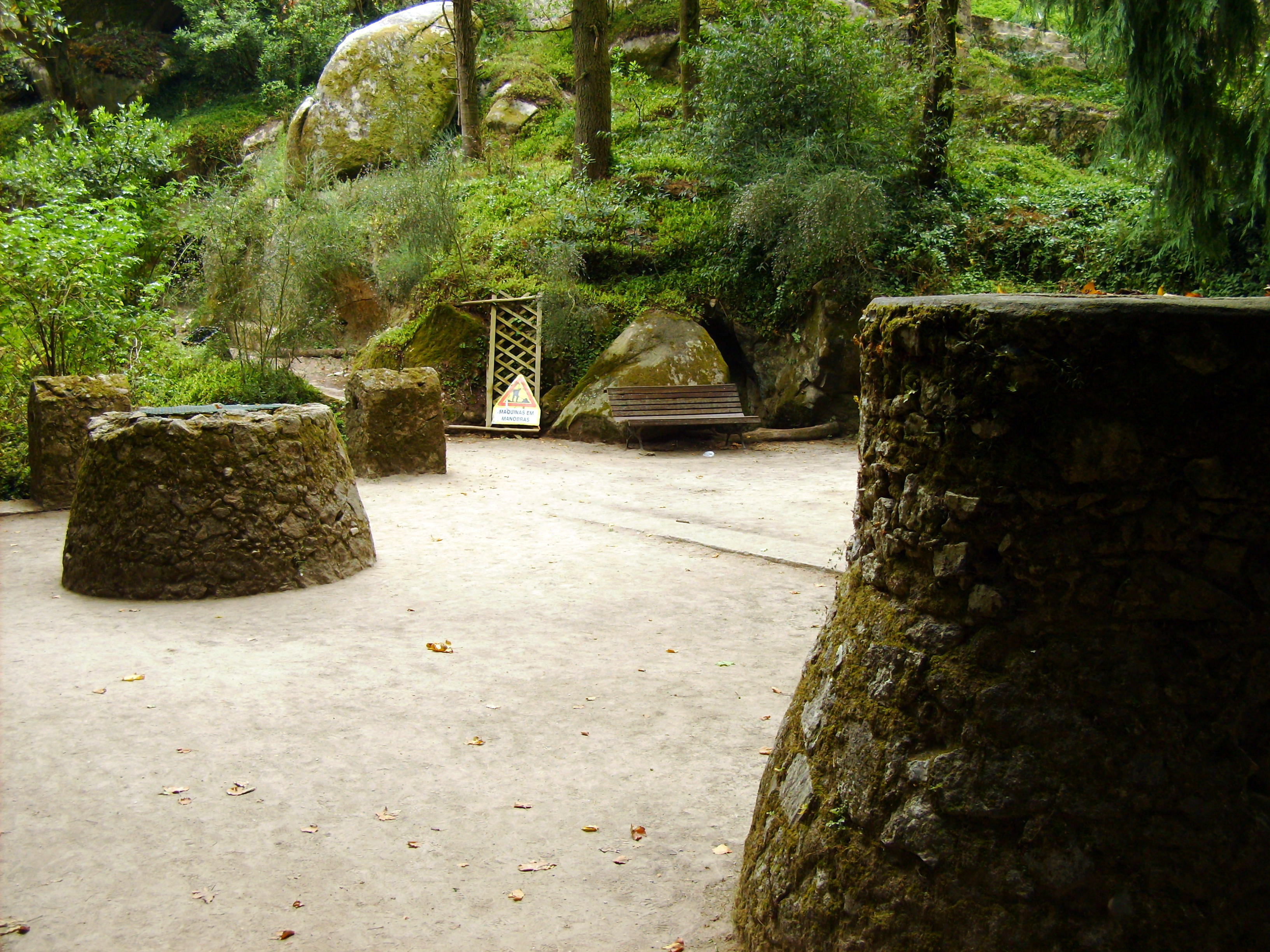
Respiraduros da cisterna

Contígua à Igreja de São Pedro de Penaferim, destaca-se uma cisterna de grande capacidade, que remonta ao período islâmico. Com as dimensões de 18 metros de comprimento por 6 de largura e 9 de altura, em seu interior abobadado brota a nascente que abastecia o Palácio Nacional de Sintra. O seu reservatório foi reconstruído após o grande sismo de 1755. É percebida pelo visitante através de duas grandes aberturas cónicas de ventilação.

### Acesso
Acede-se ao monumento, visível já da vila de Sintra, subindo a Rampa da Pena, um caminho sinuoso que corre pelo interior da serra. Este espaço foi sendo, ao longo dos séculos, não só ocupado por obras de valor artístico e histórico como também pelos mais variados espécimes botânicos, muitos deles de carácter raro e exótico.

## A lenda de Melides
Após a conquista de Santarém, o rei D. Afonso Henriques impôs um cerco a Lisboa, que se estendeu por três meses. Embora o Castelo de Sintra tenha se entregue voluntariamente após a queda de Lisboa, reza a lenda que, nessa ocasião, receoso de um ataque de surpresa às suas forças, por parte dos mouros de Sintra, o soberano incumbiu D. Gil, um cavaleiro templário, que formasse um grupo com vinte homens da mais estrita confiança, para secretamente ali irem observar o movimento inimigo, prevenindo-se ao mesmo tempo de um deslocamento dos mouros de Lisboa, via Cascais, pelo rio Tejo até Sintra. Os cruzados colocaram-se a caminho sigilosamente. Para evitar serem avistados, viajaram de noite, ocultando-se de dia, pelo caminho de Torres Vedras até Santa Cruz, pela costa até Colares, buscando ainda evitar Albernoz, um temido chefe mouro de Colares, que possuía fama de matador de cristãos. Entre Colares e o Penedo, Nossa Senhora apareceu aos receosos cavaleiros e lhes disse: "Não tenhais medo porque ides vinte mas ides mil, mil ides porque ides vinte."
Desse modo, cheios de coragem porque a Senhora estava com eles, ao final de cinco dias de percurso confrontaram o inimigo, derrotando-o e conquistando o Castelo dos Mouros. Em homenagem a este feito foi erguida a Capela de Nossa Senhora de Melides ("mil ides").

## Cronologia[4]
- Séculos X a VIII a.C. — primitiva ocupação humana da região de Sintra
- Século VIII — conquista islâmica
- Séculos IX e X — primitivo encastelamento islâmico
- 1093 — Afonso VI de Leão conquista Sintra e seu castelo aos mouros
- 1147 — o castelo, entretanto reconquistado pelos mouros, entrega-se voluntária e definitivamente a D. Afonso Henriques
- Século XV — o sítio do castelo é habitado por judeus, segregados da comunidade por ordens da Coroa
- 1375 — D. Fernando I arrenda o castelo e empreende a sua restauração após sugestão do seu vedor da Fazenda João Anes de Almada[1]
- 1995 — O sítio "Paisagem cultural de Sintra" é inscrito na lista do Património Mundial da UNESCO.[5]